# Marcio Benítez
Marcio Alejandro Benítez Albarracín (n. Paysandú, Uruguay; 3 de junio de 1996) es un futbolista uruguayo que juega como medio centro ofensivo.

## Selección nacional
En 2011, fue parte del plantel que representó a Uruguay en el Sudamericano Sub-15 que se jugó en su país.
Participó del Sudamericano Sub-17 del 2013 representando a la Selección de Uruguay, certamen en el que finalizó cuarto, logrando la clasificación al mundial. 
Fue convocado para jugar el Mundial Sub-17 del 2013, disputó cinco partidos y convirtió un gol pero Uruguay quedó eliminado en cuartos de final.
En el 2014, Marcio fue parte del proceso de la Selección Sub-20 de Uruguay conducida por Fabián Coito.
Debutó con esta categoría de la Celeste el 17 de abril ante Chile en Jardines, jugó como titular y empataron 1 a 1.

### Participaciones en juveniles
| Competición                            | Sede                   | Resultado        | Partidos | Goles |
| -------------------------------------- | ---------------------- | ---------------- | -------- | ----- |
| Campeonato Sudamericano Sub-15 de 2011 | Uruguay                | Cuarto puesto    | 7        | 0     |
| Campeonato Sudamericano Sub-17 de 2013 | Argentina              | Cuarto puesto    | 8        | 0     |
| Copa Mundial de Fútbol Sub-17 de 2013  | Emiratos Árabes Unidos | Cuartos de final | 5        | 0     |

### Detalles de partidos
| Con Uruguay Sub-20 | Con Uruguay Sub-20 | Con Uruguay Sub-20 | Con Uruguay Sub-20       | Con Uruguay Sub-20   | Con Uruguay Sub-20 | Con Uruguay Sub-20 | Con Uruguay Sub-20 | Con Uruguay Sub-20 | Con Uruguay Sub-20 |
| N°                 | Rival              | Resultado          | Fecha                    | Lugar                | Competencia        | Goles              | Asistencias        | Ref.               |                    |
| ------------------ | ------------------ | ------------------ | ------------------------ | -------------------- | ------------------ | ------------------ | ------------------ | ------------------ | ------------------ |
| 1                  | Chile              | 1:1 (0:1)          | 17 de abril]] de 2014    | Montevideo · Uruguay | Amistoso           | -                  | -                  | 1                  |                    |
| 2                  | Paraguay           | 1:0 (1:0)          | 20 de mayo]] de 2014     | Montevideo · Uruguay | Amistoso           | -                  | -                  | 2                  |                    |
| 3                  | Perú               | 1:2 (0:0)          | 22 de septiembre de 2014 | Montevideo · Uruguay | Amistoso           | -                  | -                  | 3                  |                    |

## Estadísticas

### Clubes
Actualizado al 18 de agosto de 2016.
| Club               | Div.          | Temporada     | Liga  | Liga  | Copas nacionales | Copas nacionales | Torneos internacionales | Torneos internacionales | Total | Total |
| Club               | Div.          | Temporada     | Part. | Goles | Part.            | Goles            | Part.                   | Goles                   | Part. | Goles |
| ------------------ | ------------- | ------------- | ----- | ----- | ---------------- | ---------------- | ----------------------- | ----------------------- | ----- | ----- |
| Nacional · Uruguay | 1.ª           | 2015/16       | 3     | 0     | -                | -                | 0                       | 0                       | 3     | 0     |
| Nacional · Uruguay | 1.ª           | 2016          | 0     | 0     | -                | -                | -                       | -                       | 0     | 0     |
| Nacional · Uruguay | Total club    | Total club    | 3     | 0     | 0                | 0                | 0                       | 0                       | 3     | 0     |
| Total carrera      | Total carrera | Total carrera | 3     | 0     | 0                | 0                | 0                       | 0                       | 3     | 0     |

## Palmarés

### Títulos amistosos
| Competición             | Equipo            | País    | Año  |
| ----------------------- | ----------------- | ------- | ---- |
| Copa Ciudad de Paysandú | C. Nacional de F. | Uruguay | 2015 |